# Colégio Militar/Luz
Colégio Militar/Luz – stacja metra w Lizbonie, na linii Azul. Została otwarta 14 października 1988 wraz ze stacjami Alto dos Moinhos i Laranjeiras, w ramach rozbudowy linii do Benfiki.
Stacja znajduje się przy Av. do Colégio Militar, w pobliżu skrzyżowania z Av. Lusíada, zapewniając dostęp do Centro Colombo, Estádio da Luz i dworca autobusowego, który znajduje się w tej strefie. Projekt architektoniczny jest autorstwa António J. Mendes i malarza Manuela Cargaleiro.
Początkowo stację planowano nazwać Estrada da Luz.